# Hannah Montana DS
Hannah Montana DS är titeln på ett spel utvecklat av DC Studios och pubilcerat av Buena Vista Games för Nintendo DS. Handlingen i spelet kretsar kring den fiktiva karaktären med namnet Hannah Montana.Miley, som egentligen är Hannah Montana, måste göra jättemånga uppdrag. Som att hitta CD-Fodral, speciellt utvalt skåp i skolan, göra andra personer tjänster för att få ledtrådar m.m